# Janne Jalasvaara
Janne Jalasvaara (ur. 15 kwietnia 1984 w Oulu) – fiński hokeista, reprezentant Finlandii.
Jego ojciec Jari (ur. 1961) został menedżerem sprzętu w zespołach hokejowych.

## Kariera
- Kärpät U16 (1998-2000)
- Kärpät U18 (2000-2001)
- Blues U18 (2001-2006)
- Blues U20 (2001-2005)
- Blues (2002-2006)
  -  Haukat (2005-2006)
  -  HCK Salamat (2005-2006)
  -  Kiekko-Vantaa (2005-2006)
- KalPa (2006-2011)
- Dinamo Moskwa (2011-2015)
- HK Soczi (2015-2016)
- Kunlun Red Star (2016-2017)
- Rögle BK (2017-2018)
- Timrå IK (2018-)
- Pelicans (2019-2020)
- HK Dukla Trenczyn (2020-2021)
- Brûleurs de Loups de Grenoble (2021-2023)
- Cracovia (2023-)

Od 2011 był zawodnikiem Dinama Moskwa w lidze KHL. W styczniu 2013 podczas meczu ligowego został pobity na lodzie przez Jewgienija Artiuchina doznał pęknięcia spojówki gałki ocznej oraz wstrząśnienia mózgu. Rosjanin otrzymał za atak 57 minut kar i trzy mecze zawieszenia. Wkrótce Fin powrócił do gry. 15 marca 2013 roku po jego strzale przypadkowo trafiony krążkiem został sędzia hokejowy Konstantin Olenin, u którego stwierdzono złamanie szczęki. 1 maja 2013 przedłużył kontrakt o dwa lata. Od maja 2015 zawodnik HK Soczi. Odszedł z klubu z końcem kwietnia 2016. Od czerwca 2016 zawodnik chińskiego klubu Kunlun Red Star, beniaminka w lidze KHL. Został kapitanem drużyny. Od grudnia 2017 zawodnik Rögle BK. Pod koniec września 2018 przeszedł do innego szwedzkiego klubu, Timrå IK. W grudniu 2019 przeszedł do Pelicans. Pod koniec grudnia 2020 został zawodnikiem słowackiej Dukli Trenczyn. W czerwcu 2021 został zawodnikiem francuskiego klubu z  Grenoble.
Pod koniec grudnia 2023 został ogłoszony zawodnikiem Cracovii.
Uczestniczył w turnieju mistrzostw świata w 2013.

## Sukcesy
Reprezentacyjne
- Brązowy medal mistrzostw świata juniorów do lat 20: 2003, 2004

Klubowe
- Brązowy medal mistrzostw Finlandii: 2009 z KalPa
- Złoty medal mistrzostw Rosji: 2012, 2013 z Dinamem Moskwa
- Puchar Gagarina: 2012, 2013 z Dinamem Moskwa
- Złoty medal mistrzostw Francji: 2022 z Brûleurs de Loups

Indywidualne
- KHL (2012/2013): czwarte miejsce w klasyfikacji strzelców wśród obrońców w fazie play-off: 4 gole